# Francavilla Calcio 1990-1991
Questa pagina raccoglie le informazioni riguardanti il Francavilla Calcio nelle competizioni ufficiali della stagione 1990-1991.

## Rosa
| N. |                   | Ruolo | Calciatore             |
| -- | ----------------- | ----- | ---------------------- |
|    | Italia (bandiera) | A     | Sossio Aruta           |
|    | Italia (bandiera) | D     | Antonio Calabretta     |
|    | Italia (bandiera) | C     | Fabio Castellazzi      |
|    | Italia (bandiera) | D     | Marco Ciannavei        |
|    | Italia (bandiera) | P     | Mariano Coccia         |
|    | Italia (bandiera) | D     | Gianluca Colonnello    |
|    | Italia (bandiera) | A     | Fabio Contestabile     |
|    | Italia (bandiera) | C     | Francesco Della Monica |
|    | Italia (bandiera) | D     | Ugo Di Federico        |
|    | Italia (bandiera) | C     | Massimo Falconi        |
|    | Italia (bandiera) | D     | Attilio Franchella     |
|    | Italia (bandiera) | D     | Marco Giampietro       |

| N. |                   | Ruolo | Calciatore                 |
| -- | ----------------- | ----- | -------------------------- |
|    | Italia (bandiera) | D     | Silvio Vittorio Giampietro |
|    | Italia (bandiera) | D     | Fabrizio Mascingelo        |
|    | Italia (bandiera) | C     | Massimiliano Menegatti     |
|    | Italia (bandiera) | D     | Marco Moretti              |
|    | Italia (bandiera) | P     | Marco Onesti               |
|    | Italia (bandiera) | A     | Francesco Palmieri         |
|    | Italia (bandiera) | C     | Maurizio Pellegrino        |
|    | Italia (bandiera) | C     | Pierluigi Persiani         |
|    | Italia (bandiera) | D     | Giuliano Pierobon          |
|    | Italia (bandiera) | C     | Paolo Rachini              |
|    | Italia (bandiera) | A     | Oscar Tacchi (III)         |
|    | Italia (bandiera) | A     | Maurizio Tacchi (II)       |